# Џефердар
Џефердар (персијски „џевхердар“, украшен дијамантима), дуга пушка кремењача из 18. и 19. вијека, обично богато украшене цијеви и кундака. Позната је посебно у Турској, а у Српским и јужно словенским крајевима назива се и џевердар, џевердан, џеверлија, џеверуша и седефлија.
Цијеви џефердара су често украшене сребром, а кундак је од дрвета, савијен у облику лука. Кундак је украшен седефом, драгим камењем или сребром.
Није сигурно да је појам џефердар означавао посебну врсту кремењаче, могуће је да је појам кориштен за сваку богато украшену пушку кремењачу. 
Џефердари су израђивани у Фочи, Рисну, Херцег-Новом и Котору. На неким примјерцима у музејима се налазе и имена мајстора. 
Од мајстора су забиљежени: Вукоман (1706), Васил Туфекџић-Фочанин, Јово Моић, Садо Мусић (1823) и Нико Дучић из Херцег Новог (1750).